# Лейвон (Техас)
Лейвон (англ. Lavon) — місто (англ. city) в США, в окрузі Коллін штату Техас. Населення — 4469 осіб (2020).

## Географія
Лейвон розташований за координатами 33°1′32″ пн. ш. 96°26′21″ зх. д. / 33.02556° пн. ш. 96.43917° зх. д. (33.025685, -96.439239).  За даними Бюро перепису населення США в 2010 році місто мало площу 6,10 км², з яких 6,08 км² — суходіл та 0,02 км² — водойми.

## Демографія
Згідно з переписом 2010 року, у місті мешкало 2219 осіб у 736 домогосподарствах у складі 640 родин. Густота населення становила 363 особи/км².  Було 775 помешкань (127/км²).
Расовий склад населення:
| - 85,9 % — білих - 6,9 % — чорних або афроамериканців - 1,7 % — азіатів - 0,8 % — корінних американців - 0,1 % — вихідців з тихоокеанських островів - 2,7 % — осіб інших рас |

До двох чи більше рас належало 1,9 %. Частка іспаномовних становила 11,3 % від усіх жителів.
За віковим діапазоном населення розподілялося таким чином: 30,3 % — особи молодші 18 років, 62,9 % — особи у віці 18—64 років, 6,8 % — особи у віці 65 років та старші. Медіана віку мешканця становила 32,7 року. На 100 осіб жіночої статі у місті припадало 94,5 чоловіків;  на 100 жінок у віці від 18 років та старших — 93,2 чоловіків також старших 18 років.
Середній дохід на одне домашнє господарство  становив 84 753 долари США (медіана — 73 654), а середній дохід на одну сім'ю — 87 994 долари (медіана — 76 438). Медіана доходів становила 52 050 доларів для чоловіків та 44 886 доларів для жінок. За межею бідності перебувало 0,9 % осіб, у тому числі 0,0 % дітей у віці до 18 років та 0,0 % осіб у віці 65 років та старших.
Цивільне працевлаштоване населення становило 1179 осіб. Основні галузі зайнятості: освіта, охорона здоров'я та соціальна допомога — 27,1 %, виробництво — 14,2 %, роздрібна торгівля — 13,0 %.